# ONK Hasić Gornji Hasić
Omladinski nogometni klub Hasić (ONK Hasić; Hasić) je bio nogometni klub iz Gornjeg Hasića, općina Bosanski Šamac, Republika Srpska, Bosna i Hercegovina.

## O klubu
Klub je formiran početkom 1974. godine izdvajanjem iz postojećeg kluba "Mladost", čije je sjedište u Donjem Hasiću. I nakon formiranja "ONK Hasić", za oba kluba su igrali nogometaši iz oba mjesta. Do 1988. godine klub nastupa u Općinskoj ligi Bosanski Šamac, koju tada osvaja. Sljedeće tri sezone nastupaju u Posavskoj ligi, koju osvaja u sezoni 1990./91. i ulaze u Međuopćinsku ligu Brčko, u kojoj započinju natjecanje u sezoni 1991./92. 
 
Zbog rata u BiH, okupacije i protjerivanja hrvatskog stanovništva iz Donjeg i Gornjeg Hasića, klub se 1992. godine gasi. Od strane članova i djelatnika "Mladosti" i "ONK Hasić" je sredinom 1994. godine osnovan "HNK Hasići" koji je djelovao na slobodnom dijelu općine Bosanski Šamac - u Domaljevcu i Baziku, te je dvije sezone nastupao u Prvoj ligi Herceg-Bosne, ali 1996. godine prestaje s radom. 
 
Boje kluba su bile plava i bijela.

## Uspjesi
- Posavska liga 
  - prvak: 1990./91.
  - doprvak: 1988./89., 1989./90.
- Općinska liga Bosanski Šamac 
  - prvak: 1987./88.

## Unutrašnje poveznice
- Donji Hasić
- Gornji Hasić
- NK Mladost Donji Hasić
- HNK Hasići

## Vanjske poveznice
- hasicani.com, Sport  Arhivirana inačica izvorne stranice od 5. ožujka 2018. (Wayback Machine)